# Thalamy
Thalamy é uma comuna francesa na região administrativa da Nova Aquitânia, no departamento de Corrèze. Estende-se por uma área de 11,84 km². Em 2010 a comuna tinha 101 habitantes (densidade: 8,5 hab./km²).